# Five Sisters of Kintail
Five Sisters of Kintail är en ås i Storbritannien.   Den ligger i riksdelen Skottland, i den nordvästra delen av landet, 700 km nordväst om huvudstaden London.